# Anthurium chiapasense
Anthurium chiapasense är en kallaväxtart som beskrevs av Paul Carpenter Standley. Anthurium chiapasense ingår i släktet Anthurium och familjen kallaväxter.

## Underarter
Arten delas in i följande underarter:
- A. c. chiapasense
- A. c. tlaxiacense